# Malvaciphyllum
Malvaciphyllum es un género extinto de plantas de la subfamilia Malvoideae, que se caracteriza por una venación palmada, doble pulvino, margen dentado y venas secundarias que se ramifican tanto distal como proximalmente hacia el margen.

## Etimología
El género Malvaciphyllum fue nombrado en referencia a su parecido con las hojas (-phyllum) de Malvaceae debido a la característica palmación y doble pulvino común en esta familia.